# 岐阜県高等学校の廃校一覧
岐阜県高等学校の廃校一覧（ぎふけんこうとうがっこうのはいこういちらん）とは、岐阜県の廃校となった高等学校の一覧。対象となるのは学制改革（1948年）以降に廃校となった高等学校と分校である。名称は廃校当時のもの。廃校時に属していた自治体が合併により消滅している場合は現行の自治体に含める。また、現在休校中の学校は公式には存続していることとなっているが、休校中の学校は事実上廃校となっている場合が多いため、便宜上本項に記載する。
小学校や中学校と異なり、生徒が在学中に在籍校が変更となることはほとんどなく、新設校が開校する年と旧校が閉校となる年は異なることが多い。また、統合した場合でも片方の高等学校が旧校の生徒が卒業するまで存続扱いとなる場合もある。

## 岐阜市
- 岐阜県岐阜第一高等学校（1948年8月18日岐阜女子高と統合し、岐阜県立岐阜高等学校へ）[1]
- 岐阜県岐阜女子高等学校（1948年8月18日岐阜第一高と統合し、岐阜高へ）[1]
- 岐阜市立女子高等学校（1948年9月1日岐阜市立高、岐阜市立農業高と統合し、岐阜市立高等学校へ）[2]
- 岐阜市立農業高等学校（1948年9月1日岐阜市立高、岐阜市立女子高と統合し、岐阜市立高へ）[2]
- 岐阜市立岐阜商業学校〈旧〉（1948年8月18日女子商と統合し、岐阜市立岐阜商業高等学校へ）[3]
- 岐阜市立女子商業学校（1948年8月18日岐阜商と統合し、岐阜商業高等学校へ）[3]
- 岐阜県岐阜第二高等学校（1948年8月23日加納女子高と統合し、岐阜県立加納高等学校へ）[4]
- 岐阜県加納女子高等学校（1948年8月23日岐阜第二高と統合し、加納高校へ）[4]
- 岐阜県立岐阜農林高等学校黒野分校（1972年）[注釈 1]
- 岐阜県立羽島高等学校柳津分校（1981年）[5]
- 岐阜市立華南高等学校（1986年県立移管され、岐阜県立華陽高等学校〈現：華陽フロンティア高等学校〉へ統合）[注釈 2]
- 岐阜県立岐阜西工業高等学校（1997年岐阜第一女子高校と統合し、岐阜県立岐阜総合学園高等学校へ）[7]
- 岐阜県立岐阜第一女子高等学校（1997年岐阜西工業高校と統合し、岐阜総合学園高校へ）[7]
- 岐阜県立岐阜三田高等学校（2004年岐阜藍川高校と統合し、岐阜県立岐阜城北高等学校へ）[8]
- 岐阜県立岐阜藍川高等学校（2004年岐阜三田高校と統合し、岐阜城北高校へ）[8]
- 岐阜県立岐陽高等学校（2004年本巣高校と統合し、岐阜県立本巣松陽高等学校へ）
- 岐阜聖徳学園大学附属高等学校（2010年清翔高等学校と統合し、清翔高等学校から岐阜聖徳学園高等学校へ校名変更[9]。募集停止が2010年からで、2012年廃止。）

## 大垣市
- 岐阜県大垣高等学校（1948年8月岐阜県大垣女子高と統合し、岐阜県立大垣高等学校へ）[10]
- 岐阜県大垣女子高等学校（1948年8月岐阜県大垣高と統合し、県立大垣高へ）[10]
- 岐阜県大垣商業高等学校（1948年8月18日岐阜県大垣農業と統合し、岐阜県立大垣実業高等学校へ）[11]
- 岐阜県大垣農業高等学校（1948年8月18日岐阜県大垣商業と統合し、大垣実業高校へ）
- 岐阜県立大垣実業高等学校（1949年大垣北高商業科、大垣南高商業科、大垣南高農業科に分立）
- 大垣市立大垣第一女子高等学校（1991年）
- 組合立岐阜県大垣東高等学校（1963年）[12]

## 高山市
- 岐阜県高山女子高等学校（1948年8月18日斐太農林高校と統合し高山高校へ）[13]
- 岐阜県斐太農林高等学校（1948年8月18日高山女子高校と統合し高山高校へ）[13]
- 岐阜県立高山高等学校高山分校（1951年）[13]
- 岐阜県立斐太実業高等学校高山分校（1961年）[13]
- 岐阜県立斐太実業高等学校朝日分校（1971年）[13]
- 岐阜県立斐太実業高等学校（1973年岐阜県立斐太農林高等学校と岐阜県立高山工業高等学校に分離）[13][14]
- 岐阜県立高山高等学校（2007年斐太農林高校と統合し、岐阜県立飛騨高山高等学校へ）[13]
- 岐阜県立斐太農林高等学校（2007年高山高校と統合し、飛騨高山高校へ）[13]

## 多治見市
- 岐阜県多治見女子高等学校（1948年9月1日市立多治見女子高校、多治見高校と統合し、岐阜県立多治見高等学校へ）[15]
- 多治見市立多治見女子高等学校（1948年9月1日市立岐阜県多治見女子高校、多治見高校と統合し、多治見高校へ）[15]
- 岐阜県多治見高等学校（1948年9月1日市立岐阜県多治見女子高校、市立多治見女子高校と統合し、多治見高校へ）[15]

## 関市
- 岐阜県立武義高等学校津保谷分校（1960年加茂高校七宗分校と統合し、中濃高校（当時：武儀郡武儀村上之保村加茂郡七宗村三カ村組合立）へ）[16]
- 岐阜県立中濃高等学校（2004年中濃西高校と統合し、岐阜県立関有知高等学校へ）[16]
- 岐阜県立中濃西高等学校（2004年中濃高校と統合し、岐阜県立関有知高校へ）[16]

## 中津川市
- 岐阜県中津農林高等学校（1948年8月18日中津商業と統合し中津実業高校へ）[17]
- 岐阜県立中津実業高等学校（1949年4月1日岐阜県立中津高等学校へ統合）[17]
- 岐阜県立坂下高等学校川上分校（1954年）[注釈 3]
- 岐阜県立中津高等学校苗木分校（1969年）[注釈 4]
- 岐阜県立恵那高等学校蛭川分校（1971年）[18]
- 岐阜県立中津高等学校福岡分校（1971年）[注釈 5]
- 岐阜県立中津高等学校付知分校（1974年）[注釈 6]
- 岐阜県立中津高等学校加子母分校（1974年）[注釈 7]
- 岐阜県立恵那北高等学校（2007年岐阜県立中津高等学校へ統合）[19]

## 美濃市
- 美濃町立美濃高等学校（1950年岐阜県立武義高等学校へ統合）[16]

## 恵那市
- 岐阜県恵那高等学校（1948年8月18日恵那女子高校と統合し、岐阜県立恵那高等学校へ）[18]
- 岐阜県恵那女子高等学校（1948年8月18日恵那高校と統合し、恵那高校へ）[18]
- 岐阜県立明智商業高等学校（2007年岩村高校と統合し、岐阜県立恵那南高等学校へ）[20]
- 岐阜県立岩村高等学校（2007年明智商業高校と統合し、恵那南高校岩村校舎となり、2009年廃止）[20]

## 美濃加茂市
- 岐阜県立加茂高等学校蜂屋分校（1952年）[21]

## 瑞浪市
- 岐阜県立土岐高等学校明世分校（1950年）[注釈 8]
- 岐阜県立土岐高等学校日吉分校（1953年）[注釈 9]
- 岐阜県立土岐高等学校釜戸分校（1954年）[注釈 10]

## 土岐市
- 組合立土岐郡中央高等学校（1953年）[22]
- 岐阜県立土岐商業高等学校駄知分校（1960年）[22]
- 岐阜県立土岐商業高等学校土岐南分校（1962年）[22]
- 岐阜県立土岐北高等学校（2004年）[23]

## 各務原市
- 岐阜県立稲葉高等学校（1965年）
- 岐阜県立各務原東高等学校（2005年岐阜女子商業高校と統合し、岐阜県立岐阜各務野高等学校へ）[24]
- 岐阜県立岐阜女子商業高等学校（2005年各務原東高校と統合し、岐阜各務野高校へ）[24]

## 飛騨市
- 岐阜県立船津高等学校（1997年神岡工業高校と統合し、岐阜県立飛騨神岡高等学校へ）[25]
- 神岡町立神岡工業高等学校（1997年船津高校と統合し、飛騨神岡高校へ）[25]

## 本巣市
- 岐阜県本巣高等学校（1948年8月本巣女子高校と統合し本巣高校へ）[26]
- 岐阜県立本巣高等学校（2004年岐陽高校と統合し、岐阜県立本巣松陽高等学校へ）[26]

## 下呂市
- 岐阜県立益田高等学校濃斐分校（1962年）[27]
- 岐阜県立益田高等学校下呂分校（1974年）[27]
- 岐阜県立益田高等学校小坂分校（1975年）[27]
- 岐阜県立益田高等学校（2005年益田南高校と統合し、岐阜県立益田清風高等学校へ）[27]
- 岐阜県立益田南高等学校（2005年益田高校と統合し、益田清風高校へ）[27]

## 海津市
- 岐阜県海津高等学校（1948年8月23日岐阜県海津女子高等学校と統合し、岐阜県立海津高等学校へ）[28]
- 岐阜県海津女子高等学校（1948年8月23日岐阜県海津高等学校と統合し、海津高へ）[28]
- 岐阜県立海津高等学校今尾分校（1972年募集停止）[28]
- 南濃町立南濃高等学校（1987年）
- 岐阜県立海津高等学校（2005年海津北高校と統合し、岐阜県立海津明誠高等学校へ）[28]
- 岐阜県立海津北高等学校（2005年海津高校と統合し、海津明誠高校へ）[28]

## 郡上市
- 岐阜県郡上農林高等学校（1948年8月16日八幡高校と統合し岐阜県立郡上高等学校へ）[29]
- 岐阜県八幡高等学校（1948年8月16日郡上農林高校と統合し郡上高校へ）[29]
- 岐阜県立郡上高等学校郡南分校（1960年）[29]
- 岐阜県立郡上高等学校和良分校（2000年）[29]

## 養老郡
- 岐阜県立高田高等学校(1963年)
- 岐阜県立大垣農業高等学校（2005年、養老女子商業高校と統合し、岐阜県立大垣養老高等学校へ）[30]
- 岐阜県立養老女子商業高等学校（2005年、大垣農業高校と統合し、大垣養老高校へ）[30]

## 揖斐郡
- 岐阜県立揖斐高等学校中部分校（1951年）[31]
- 岐阜県立揖斐高等学校南部分校（1952年）[31]
- 岐阜県立揖斐高等学校北部分校（1957年）[31]

## 本巣郡
- 岐阜県本巣女子高等学校（1948年8月岐阜県本巣高等学校と統合し本巣高校へ）[26]

## 加茂郡
- 岐阜県立八百津高等学校久田見分校（1954年）[32]
- 岐阜県立加茂高等学校七宗分校（1960年立武義高校津保谷分校と統合し、中濃高校（当時：武儀郡武儀村上之保村加茂郡七宗村三カ村組合立）へ）[16][21]
- 岐阜県立白川高等学校（2007年岐阜県立加茂高等学校へ統合）[21]